# Rîhtîci, Drohobîci
Rîhtîci (în ucraineană Рихтичі) este localitatea de reședință a comunei Rîhtîci din raionul Drohobîci, regiunea Liov, Ucraina.

## Demografie
Componența lingvistică a localității Rîhtîci
     Ucraineană (99,6%)
     Alte limbi (0,28%)
Conform recensământului din 2001, majoritatea populației localității Rîhtîci era vorbitoare de ucraineană (99,6%), existând în minoritate și vorbitori de alte limbi.